# 多羅希夫卡 (庫皮揚斯克區)
49°49′52″N 37°33′53″E / 49.83111°N 37.56472°E
多羅希夫卡（烏克蘭語：Дорошівка）是位於烏克蘭東部的村莊，由哈爾科夫州庫皮揚斯克區的金德拉希夫卡市鎮負責管轄。該村始建於1816年，面積214.3平方公里，海拔高度153米，2001年人口30，人口密度每平方公里214.3人。